# Enavallen
Enavallen is een voetbalstadion in de Zweedse stad Enköping. Het werd geopend op 8 juli 1934 en heeft een capaciteit van 4.500 toeschouwers.
Het stadion is de thuishaven van de voetbalclubs Enköpings SK FK en Enköpings IS.